# Berki paradicsom-légyvadász
A berki paradicsom-légyvadász (Terpsiphone paradisi) a madarak osztályának verébalakúak (Passeriformes) rendjébe és a császárlégykapó-félék (Monarchidae) családjába tartozó faj.

## Rendszerezése
A fajt Carl von Linné svéd természettudós írta le 1758-ban, a Corvus nembe Corvus paradisi néven.

## Alfajai
- Terpsiphone paradisi leucogaster (Swainson, 1838) - Afganisztán északi része, Pakisztán, India északi és középső része, Nepál és Nyugat-Kína területén honos
- Terpsiphone paradisi saturatior (Salomonsen, 1933) - Kelet-Nepál, Északkelet-India, Kelet-Banglades és Észak-Mianmar területén honos
- Terpsiphone paradisi paradisi (Linnaeus, 1758) - Közép- és Dél-India, Közép-Banglades és Délnyugat-Mianmar területén honos
- Terpsiphone paradisi ceylonensis (Zarudny & Härms, 1912) - Srí Lanka területén honos
- Terpsiphone paradisi nicobarica  (Oates, 1890) - Nikobár-szigetek (Andamán- és Nikobár-szigetek)
- Terpsiphone paradisi incei (Gould, 1852) vagy amuri paradicsom-légyvadász (Terpsiphone incei) - Közép- és Északkelet-Kína, Észak-Korea és Oroszország távol-keleti része
- Terpsiphone paradisi burmae  (Salomonsen, 1933) - Közép-Mianmar területén honos
- Terpsiphone paradisi indochinensis (Salomonsen, 1933) - Kelet-Mianmar, Dél-Kína, Thaiföld, Laosz, Kambodzsa és Vietnám területén honos
- Terpsiphone paradisi affinis[2] (Blyth, 1846) vagy szumátrai paradicsom-légyvadász (Terpsiphone affinis)[1] - Maláj-félsziget és Szumátra
- Terpsiphone paradisi procera  (Richmond, 1903) - Simeulue sziget (Szumátra északnyugati partvidéke mentén)
- Terpsiphone paradisi insularis  (Salvadori, 1887) - Nias sziget (Szumátra északnyugati partvidéke mentén)
- Terpsiphone paradisi borneensis (E. J. O. Hartert, 1916) - Borneó területén honos
- Terpsiphone paradisi sumbaensis (A. B. Meyer, 1894) - Szumba
- Terpsiphone paradisi floris[2]  (Büttikofer, 1894)  vagy floresi paradicsom-légyvadász (Terpsiphone floris)[1] - Sumbawa, Alor, Lomblen és Flores

## Előfordulása
Afganisztán,  Banglades, Bhután, az Egyesült Arab Emírségek, Kína, India, Indonézia,  Kambodzsa, Kazahsztán, Malajzia, a Maldív-szigetek, Laosz, Mianmar, Nepál, Pakisztán, Srí Lanka, Tádzsikisztán, Türkmenisztán és Vietnám területén honos.
Természetes élőhelyei a szubtrópusi és trópusi síkvidéki és hegyi esőerdők, mangroveerdők, mérsékelt övi erdők és cserjések, valamint ültetvények, vidéki kertek és városias régiók. Állandó, nem vonuló faj.

## Megjelenése
Testhossza 20 centiméter, a hím hosszúkás faroktollai 30 centiméterrel növelhetik ezt a méretet, testtömege 20-22 gramm.
|  |  |

## Életmódja
Szárnyas rovarokkal táplálkozik.

## Szaporodása
Csésze alakú fészkét egy kis ágra építi gallyakból és pókhálóból. Fészekalja 3-4 tojásból áll.

## Természetvédelmi helyzete
Az elterjedési területe rendkívül nagy, egyedszáma ugyan csökken, de még nem éri el a kritikus szintet. A Természetvédelmi Világszövetség Vörös listáján nem fenyegetett fajként szerepel.